# 杰斐逊 (南卡罗来纳州)
杰斐逊（英文：Jefferson），是美国南卡罗来纳州下属的一座城市。城市类型是“Town”。其面积大约为1.81平方英里（4.68平方公里）。根据2010年美国人口普查，该市有人口753人，人口密度约为每平方 英里416.71人（约合每平方公里160.9人）。